# Marco Pantani
Marco Pantani, italijanski kolesar, * 13. januar 1970, Cesena, Italija, † 14. februar 2004, Rimini, Italija.

## Športna kariera
Pantani splošno velja za enega najboljših kolesarjev za vzpone med profesionalnimi cestnimi kolesarji. Leta 1998 je osvojil tako Giro d'Italia, kot tudi Tour de France ter postal prvi italijanski kolesar z zmago na dirki Tour de France po Feliceju Gimondiju leta 1965. Je zadnji kolesar, ki mu je uspelo v istem letu zmagati na Giru in Touru.
Zaradi napadalnega in agresivnega sloga kolesarjenja je v devetdesetih letih postal zelo priljubljen pri navijačih. Znan je bil po vzdevku Il Pirata (Pirat) zaradi pobrite glave ter nošenja naglavne rute in uhanov. Z višino 172 cm in težo 57 kg je imel Pantani konstitucijo specialista za vzpone. Njegov slog je bil nasproten od specialistov za kronometre, kot je bil petkratni zmagovalec Toura Miguel Indurain.
Četudi Pantani ni bil v času svoje tekmovalne kariere nikoli pozitiven na antidopinških testiranjih, je bila njegova kariera vseeno povezana z dopingom.
Leta 1999 je bil izključen na Giru d'Italia, zaradi nepravilnih krvnih vrednosti. Četudi je bil diskvalificiran iz »zdravstvenih razlogov«, je bilo dokazano, da vzrok njegove povišane vrednosti hematokrita hormon eritropoetin. Zaradi nadaljnih obtožb je Pantani zapadel v resno depresijo, od katere si ni nikoli več povsem opomogel. Umrl je v Riminiju leta 2004, zaradi prevelikega odmerka kokaina.